# 寺西永里
寺西 永里（てらにし えり、1984年5月16日 - ）は、大阪府出身の元タレント、元グラビアアイドル。6歳年下の妹はグラビアアイドルの寺西加織で、妹と同じオレンジェニック大阪事務所所属だったが、のちにファンタスター所属。2014年6月30日を以って芸能界を引退した。 

## 出演

### TV
- 女の子宣言! アゲぽよTV（毎日放送）アゲぽよガールズ
- ゼッタイジャルっ!（関西テレビ）
- バリサン（関西テレビ）リポーター
- 爆感!グラビア帝国（テレビ大阪）
- 爆感!グラビア帝国/X'masグラビアアイドル水泳大会（テレビ大阪）
- 麒麟の部屋（毎日放送）
- 土曜はダメよ!（読売テレビ）
- メルヘンプロダクション（奈良テレビ・三重テレビ）
- たかじん胸いっぱい（関西テレビ）
- ジャイケルマクソン（毎日放送）
- ビーバップ!ハイヒール（朝日放送）
- 今夜もハッスル（サンテレビ）2009年3月度Qカットカバーガール
- 大冒険ジャンバリ（サンテレビ）ギャルローズ団 見習いクルー
- チュートリアルのチューして!（関西テレビ）

### 雑誌
- 『EX MAX』（ぶんか社）

### その他
- 全日本ラリー選手権第3戦イメージガール
- GINZA Dr MEDION VPモデル